# NGC 5477
NGC 5477 es una galaxia espiral (Sm) localizada en la dirección de la constelación de Osa Mayor. Posee una declinación de +54° 27' 39" y una ascensión recta de 14 horas, 05 minutos y 33,0 segundos.
A galaxia NGC 5477 fue descubierta en 14 de abril de 1789 por William Herschel.